# 한국서부발전
한국서부발전주식회사(韓國西部發電株式會社, Korea Western Power Co., Ltd.)는 2001년 한전으로부터 분리되어 설립된 발전전문회사 6곳중 한곳이다. 2000년 정기국회에서 통과된 전력산업구조개편 촉진법에 의거하여 2001년 한국전력공사의 발전부분이 6개의 자회사로 분리되었는데, 서부발전이 소유하고 있는 발전소의 대부분이 서쪽에 있어 서부발전이라는 이름이 붙었다. 혁신도시 사업에 따라 충청남도 태안군 태안읍 중앙로 285로 본사를 이전하였다.

## 연혁
- 2001년 4월: 한국서부발전 설립

## 역대 사장
- 홍문신 (2001~2002)
- 이영철 (2002~2004)
- 김종신 (2004~2007)
- 손동희 (2007~2010)
- 김문덕 (2010~2013)
- 조인국 (2013~2016)
- 정하황 (2016~2017)
- 정영철 사장대행 (2017~2018)
- 김병숙 (2018~2021)
- 박형덕 (2021~2024)
- 이정복 (2024~)

## 조직

### 사장
- 국정과제추진실
  - 일자리창출부
  - 윤리준법부
  - 사회공헌부
  - 홍보부
  - 중소기업지원부
- 안전품질처
  - 산업안전부
  - 예방안전부
  - 공정안전부
  - 재난안전부
  - 품질경영부
- 상임감사위원
- 감사실
  - 감사전략부
  - 총괄감사부
  - 청렴감찰부

#### 기획관리본부
- 기획처
  - 미래전략실
  - 예산자금부
  - 출자관리부
  - 내부회계통제부
  - 성과관리부
- 관리처
  - 총무부
  - 인사운영부
  - 노사협력실
  - 호계세무부
  - 계약자재부
  - 본사시설부
- 보안처
  - 정보보안부
  - ICT지원부
  - 비상계획부

#### 사업본부
- 사업금융부
- 해외사업처
  - 해외총괄부
  - 해외화력실
  - 해외신재생부
  - 해외수력실
- 신재생사업처
  - 신재생총괄부
  - 태양광사업부
  - 풍력사업부
  - 신에너지사업부

#### 기술안전본부
- 발전운영처
  - 발전계획부
  - 발전운영실
  - 전력거래부
  - 연료조달실
  - LNG부
  - 기후환경실
  - 온실가스감축부
- 발전기술처
  - 발전기술실
  - 성능개선부
  - 4차산업부
  - 국산화부
  - 연구개발부
  - 사내벤처부
- 건설처
  - 전원기획부
  - 신규사업부
  - 기전실
  - 토건부

## 발전소
- 태안화력발전소 - 충청남도 태안군 원북면 발전로 457
- 평택화력발전소 - 경기도 평택시 포승읍 남양만로 175-2
- 서인천복합화력발전소 - 인천광역시 서구 장도로 57
- 군산복합화력발전소 - 전라북도 군산시 구암 3.1로 91-5

## 설비 현황[1]
- 발전기 대수: 57대(태양광 포함)
- 총 설비용량: 8,909.3MW
- 국내 총 발전 설비용량의 10.5% 점유